# Teza Vilov
Teza Vilov (25. listopada 1908. – 25. srpnja 1990.), bila je samouka naivna umjetnica slikarica s Bikova. Rodom je bačka Hrvatica. 
Pripada u skupinu istaknutih slikarica slamarki, koje su stvorile bogatu izvornu likovnu umjetnost osnovanu na narodnoj tradiciji bunjevačkih Hrvata koja se sastoji od pletenja slame, a u svezi je s hrvatskim običajem iz Bačke, proslavom završetka žetve pšenice (žita) pod imenom "Dužijanca" odnosno "Dožejanca". U tu skupinu spadaju Kata Rogić, Mara Ivković Ivandekić, Matija Dulić, Ruška Poljaković iz Đurđina, sestre Ana, Đula i Teza Milodanović iz Žednika, Ane Crnković, Anice Balažević, Marge Stipić i Marije Vojnić iz Tavankuta, Ruže Sarić, Jozefine Skenderović i Emine Sarić iz Subotice i drugih.

## Životopis
Rodila se 1908. godine.
1968. se godine, godinu poslije Anice Balažević i tri godine poslije Mare Ivković Ivandekić, uključila se u rad Likovne sekcije HKPD Matija Gubec Tavankut, a pored nje te su godine uključili se Josip Skenderović, Ružica Rozenfeld, Klarika Gaković, Marija Miljački, Marija Fribert, Josip Evetović, Ivan Tikvicki, Tibor Tot, Marija Skenderović, Slavica Radojčić, Andrija Milojković, Julka Kolar, Mikica Tumbas i Jela Cvijanov, a godinu poslije od poznatih Nina Poljaković i Ruža Tumbas.
Bila je član Likovne kolonije od 1968. do 1972. godine. Prvi je put izlagala u Subotici. Izložba se održala od 15. do 28. veljače 1970., a zvala se "Likovno stvaralaštvo amatera Vojvodine". Izlagala je na oko trideset izložbi.( je neažurirano, op.č.) Izlagala je u Tavankutu, Subotici, Pančevu, Uzdinu, Opovu, Kovačici, Novom Sadu, Valjevu, Novom Bečeju, Zrenjaninu, Senti, Kruščiću, Sivcu, Ruskom Krsturu, Crvenki, Liparu, Kuli, u Mađarskoj u Baji, Pečuhu, Mohaču, Bačkom Aljmašu.
Stipan Šabić u brošuri Naivna umjetnost istakao je Anicu Balažević, Klaru Gabrić, Roziku Mačković i Tezu Vilov među radovima žena koje su pletivom od pšenice doprinijele bogatstvu i uspjehu proslave Dužijance, a kao primjer da je tradicija pletenja pšenice vrlo živa.
Pojavila se u poznatom dokumentarnom filmu Ive Škrabala Slamarke divojke iz 1970. godine, zajedno s Margom Stipić (iz Tavankuta), Ružom Dulić (iz Tavankuta), Katom Rogić (iz Đurđina), Anicom Balažević, Marijom Ivković Ivandekić (iz Đurđina) i Ruškom Poljaković (iz Đurđina).

## Vanjske poveznice
- HKPD Matija Gubec  Arhivirana inačica izvorne stranice od 4. veljače 2014. (Wayback Machine) Sudionici Šestog susreta Prve kolonije slamarki, Tavakut, 1991.
- HKPD Matija Gubec  Arhivirana inačica izvorne stranice od 3. veljače 2014. (Wayback Machine) Slika Teze Vilov: Jerebice, slama, 1970.